# Yarra Glen (Victoria)
Pour les articles homonymes, voir Yarra.
Yarra Glen (2 598 habitants) est un quartier de la lointaine banlieue de Melbourne dans l'État de Victoria à 40 kilomètres au nord du centre-ville.